# Leonardo Molas Campana
Leonardo Molas y Campana (Nàpols, ? – Tarragona, juliol de 1641) va ser un militar al servei de la Corona Hispànica.
El setembre de 1633 és destinat a la frontera entre el Principat i el regne de França com a sergent major de cavalleria. Els excessos dels soldats de les quatre companyies que dirigia van ser motiu de queixa, des de l’estiu de 1634, per part de la Diputació del General. A finals de la dècada ingressa a l’Orde de Santiago (1637) i és ascendit com a mestre de camp (1639). Des d’aquesta nova responsabilitat, lidera un terç de napolitans en la batalla de Salses.
Molas rep ordres del virrei Dalmau de Queralt per tal que vagi a Santa Coloma de Farners per sufocar una revolta pagesa. Els seus homes destrueixen algunes cases i cremen el conjunt de la població (13 de maig). Els responsables van ser excomunicats pel bisbe de Girona, Gregorio Parcero. A mitjan juny, els habitants de Perpinyà van negar-se a allotjar els terços de Molas. Les represàlies del militar van ser reprimides pel duc de Cardona, recentment nomenat en el càrrec de virrei, que va ordenar empresonar-lo.
Arran de la mort del duc, Molas va ser alliberat i dotat d’un dels millors terços de l’exèrcit que es disposava conquerir Catalunya. La derrota de les tropes de Felip IV de Castella a la batalla de Montjuïc va obligar les tropes castellanes a recloure’s a Tarragona. Molas va ser-hi mortalment ferit el 4 de juliol de 1641, en intentar trencar el setge a la ciutat. Segons Manuel Guell, va morir-hi al cap de pocs dies.